# لون عميق
اللون العميق هو مصطلح يصف طريقة تخزين بيانات الصور في ذاكرة الحاسب باستخدام كم هائل من الألوان والظلال والسطوع وتمكن من إظهار بلايين الألوان. أحياناً يشار إلى اللون العميق بمصطلح اللون الحقيقي.